# Contea di Samburu

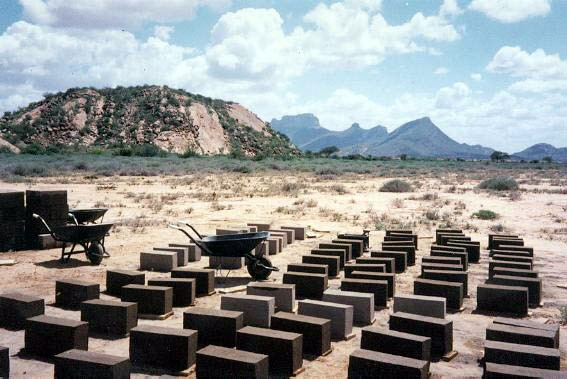
Produzione di mattoni nel distretto di Samburu

La contea di Samburu (ex distretto) è una contea del Kenya situata nell'ex Provincia della Rift Valley. Ha un'area complessiva di 21.000 km² e si estende dal fiume Wuaso Ng'iro a nord fino al Lago Turkana a sud, includendo il monte Kulal. È abitato dal popolo Samburu, da cui prende il nome, e viene talvolta anche detto Samburuland. I principali centri urbani della zona sono Maralal (capoluogo), Baragoi, Archer's Post, South Horr, Wamba e Lodosoit. 
È una regione tradizionalmente chiusa nei confronti degli stranieri e in particolare dei bianchi; prima dell'indipendenza (e per qualche anno dopo), il Samburuland era parte del Northern Frontier District (NDF), in cui solo rappresentanti del governo erano autorizzati a entrare, con uno speciale permesso. Anche il turismo in queste zone è piuttosto contenuto, nonostante si trovino in questa zona alcune riserve naturali, tra cui la Samburu National Reserve e la Buffalo Springs National Reserve.